# Szabolcs Fazakas
Szabolcs Fazakas (ur. 26 października 1947 w Budapeszcie, zm. 31 marca 2020) – węgierski polityk, ekonomista, były minister, w latach 2004–2009 eurodeputowany V i VI kadencji.

## Życiorys
W 1971 ukończył studia na wydziale handlu zagranicznego Uniwersytetu Ekonomicznego im. Karola Marksa w Budapeszcie. W 1973 uzyskał stopień naukowy doktora. Do 1989 pracował w ministerstwie handlu zagranicznego. Następnie przez rok był wiceministrem w urzędzie premiera. W pierwszej połowie lat 90. pełnił funkcję głównego przedstawiciela austriackiego zrzeszenia przemysłowego na Węgrzech. W latach 1995–1996 zajmował stanowisko sekretarza stanu w ministerstwie przemysłu i handlu, następnie powołany na ambasadora Węgier w Niemczech, lecz jeszcze w 1996 powrócił do kraju, obejmując urząd ministra przemysłu, który sprawował przez dwa lata.
Od 1998 do 2002 pozostawał poza polityką, był wówczas przedstawicielem koncernu DaimlerChrysler AG na Węgrzech. Z 2002 z listy socjalistów wybrany do Zgromadzenia Narodowego. Był obserwatorem w PE, a od 1 maja 2004 eurodeputowanym V kadencji.
W wyborach w 2004 utrzymał mandat posła do Parlamentu Europejskiego z ramienia Węgierskiej Partii Socjalistycznej. Był członkiem grupy socjalistycznej, pracował m.in. w Komisji Kontroli Budżetowej (do 2007 jako przewodniczący) oraz Komisji Budżetowej. W PE zasiadał do 2009.
W 2010 został przez Węgry zgłoszony do Trybunału Obrachunkowego, w którym zasiadał do 2017. Przed wyborem politycy centroprawicy ujawnili, że od 1976 do 1989 był tajnym współpracownikiem komunistycznych służb specjalnych.
Odznaczony m.in. węgierskim Orderem Zasługi.